# 羅斯菲爾德鎮區 (伊利諾伊州皮奧里亞縣)
羅斯菲爾德鎮區（英語：Rosefield Township）是位於美國伊利諾伊州皮奧里亞縣的一個行政鎮區。

## 地方資料
根據2010年美國人口普查的數據，羅斯菲爾德鎮區的面積為94.60平方千米，當中陸地面積為94.20平方千米，而水域面積為0.40平方千米。當地共有人口1210人，而人口密度為每平方千米12.79人。